# 3931 Batten
3931 Batten è un asteroide della fascia principale. Scoperto nel 1984, presenta un'orbita caratterizzata da un semiasse maggiore pari a 2,3954780 UA e da un'eccentricità di 0,0814958, inclinata di 3,79912° rispetto all'eclittica.